# Candelabrochaete africana
Candelabrochaete africana är en svampart som beskrevs av Boidin 1970. Enligt Catalogue of Life ingår Candelabrochaete africana i släktet Candelabrochaete,  och familjen Phanerochaetaceae, men enligt Dyntaxa är tillhörigheten istället släktet Candelabrochaete,  och familjen Meruliaceae. Artens status i Sverige är: Ej påträffad. Inga underarter finns listade i Catalogue of Life.